# Zaw Moe
Zaw Moe (28 juni 1967) is een golfprofessional uit Myanmar. 

## Carrière
Moe werd in 1989 professional. In 1997 won hij het Singapore Open, dat deel uitmaakte van de Aziatische PGA Tour. Later speelde hij regelmatig op de Japan Golf Tour. 
Hij had enkele jaren problemen met zijn gezondheid, maar in 2011 haalde opnieuw hij zijn spelerskaart voor de Aziatische Tour. Hij eindigde op de 40ste plaats van de Order of Merit.

## Gewonnen
Aziatische Tour
- 1997: SingTel Ericsson Singapore Open

Elders
- 1992: 3 overwinningen op de TDC Tour van Malaysië
- 1993: Singapore PGA Championship